# Verwaltungsgericht Mainz

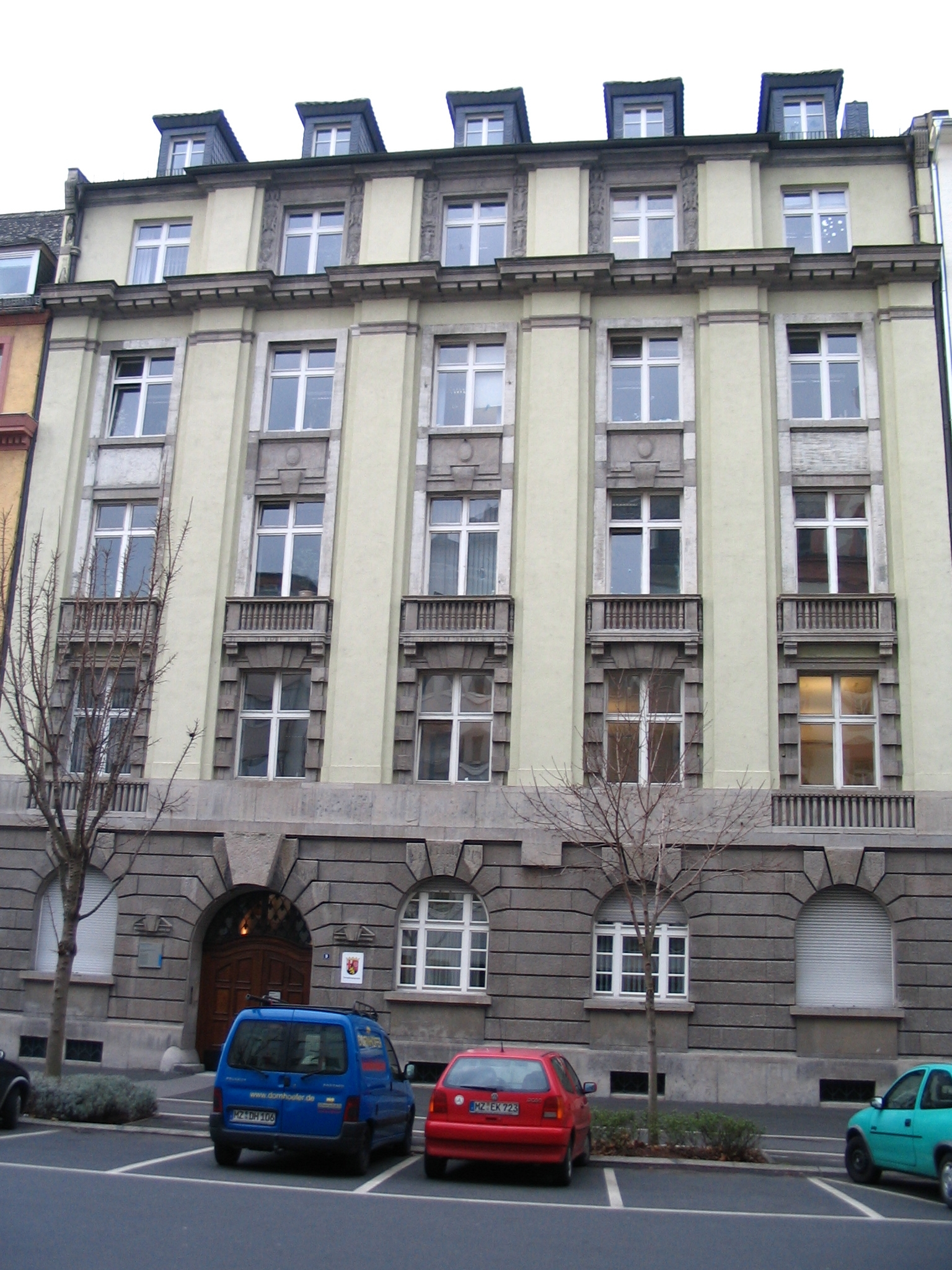
Das Gebäude des Verwaltungsgerichts Mainz.

Das Verwaltungsgericht Mainz ist eines von vier Verwaltungsgerichten des Landes Rheinland-Pfalz.

## Gerichtssitz und -bezirk
Das Verwaltungsgericht (VG) Mainz hat seinen Sitz in Mainz und ist in sieben Kammern gegliedert. Der Gerichtsbezirk umfasst die Städte Mainz und Worms sowie die Landkreise Mainz-Bingen und Alzey-Worms.

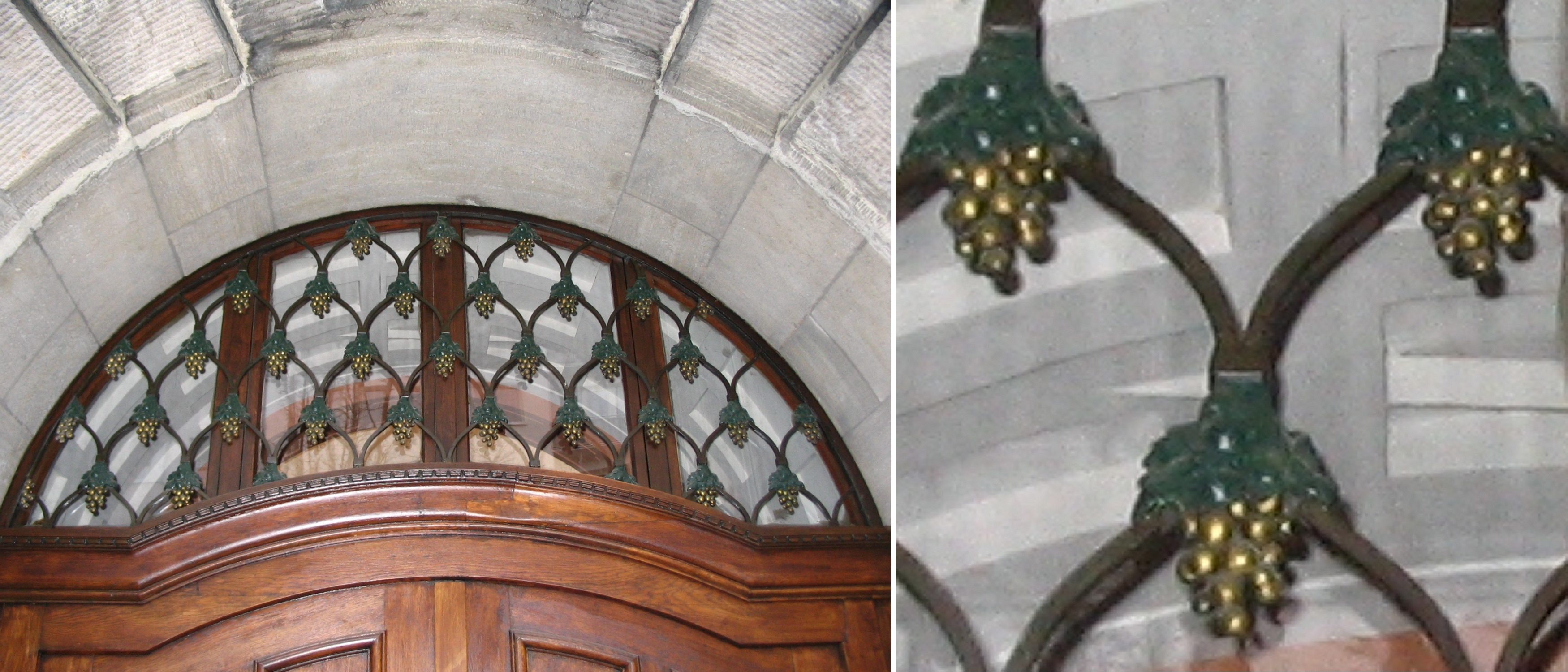
Trauben- und Weinlaub-Schmuck am Oberlichtgitter des Tores (rechts eine Detail-Ansicht).

## Gebäude
Das Gerichtsgebäude befindet sich in der Ernst-Ludwig-Straße 9 im Bezirk Mainz-Altstadt. Es stammt aus dem Jahr 1908 und wurde im neoklassischen Stil errichtet. Das Gebäude beherbergte ursprünglich die damalige Großherzoglich-Hessische Weinbau-Domäne. Auf diese Nutzung weist noch das schmiedeeiserne Oberlichtgitter des Tores hin, das mit plastisch gestalteten Trauben und Weinlaub verziert ist. Ähnliche Zierformen findet man auch in der Toreinfahrt. Das Gebäude wurde bis 1976 als staatliche Weinbaudomäne genutzt. Nach umfassenden Um- und Ausbauarbeiten ist in dem Gebäude seit 15. November 1996 das Verwaltungsgerichts Mainz untergebracht.

## Behördenleitung
Präsidentin des Verwaltungsgerichts Mainz ist Bettina Freimund-Holler, Vize-Präsident ist Peter Fritz.

## Übergeordnete Gerichte
Das Verwaltungsgericht Mainz ist dem Oberverwaltungsgericht Rheinland-Pfalz untergeordnet, das seinen Sitz in Koblenz hat. Diesem ist das Bundesverwaltungsgericht übergeordnet.